# Zam-Armatay
În mitologia persană, Zam-Armatay este personificarea divină a pământului și aparține grupului de zei Yazatas.